# Fernán-Núñez
Fernán-Núñez és una localitat de la província de Còrdova, Andalusia, Espanya. Limita amb Còrdova, Montemayor i La Rambla.

## Demografia
| 1996  | 1998  | 1999  | 2000  | 2001  | 2002  | 2003  | 2004  | 2005  | 2006  |
| ----- | ----- | ----- | ----- | ----- | ----- | ----- | ----- | ----- | ----- |
| 9.442 | 9.494 | 9.491 | 9.497 | 9.484 | 9.495 | 9.451 | 9.407 | 9.438 | 9.502 |

## Història

### Prehistòria
Les mostres d'assentaments humans en el terme municipal de Fernán-Núñez daten del Paleolític inferior. S'han trobat útils de pedra pertanyents a aquesta època en els voltants del rierol Ventogil. En la seva majoria són palets copejats utilitzats com a eines tallants encara que també s'han trobat destrals i altres peces d'elaboració més complexa.

### Edat Antiga
Durant l'època romana la zona on avui s'assenta la localitat va pertànyer al territori de l'antiga ciutat ibero - romana d'Ulia. Aquest va ser un assentament que va abastar un ample territori entre els termes municipals de Fernán Núñez i Montemayor.
S'han trobat importants restes arqueològics de villae romanes, en zones com Valdeconejos o Mudapelo. Això denota una important posició social d'alguns dels pobladors d'Ulia. Restes de mosaics, àmfores o estàtues trobats en aquestes zones, demostren un gran nivell de romanització d'aquestes terres, arribant fins i tot a encunyar moneda. Se sap, a més, que Ulia va prendre part en les guerres contra Pompeu donant suport a Juli Cèsar fins a la derrota final del bàndol pompeià en la batalla de Munda (Montilla). Per la fidelitat mostrada va rebre el nom de Ulia Fidentia.

### Edat mitjana
Durant el període musulmà, aquest territori pertanyia a la cora cordovesa. Encara avui es conserven, encara que en molt mal estat, restes d'algunes torres defensives com la torre d'Aben Cáez o la torre de la Talaia. En l'època de la reconquesta els territoris van ser presos per les tropes del rei Ferran III, en l'any 1240. Un dels seus capitans, Fernán Núñez de Témez, es va apoderar d'una de les torres defensives musulmanes (torre d'Aben Hana), donant-li el seu nom. Les restes d'aquesta torre, que fet i fet donaria també el seu nom al poble, estan integrats en el Palau ducal i encara avui són visibles.
El primer assentament cristià se situava entorn de la torre d'Aben Cález, en els voltants de l'actual ermita del Calvari. Probablement es tractava d'un poblat de mossàrabs. Allí s'alçava una església parroquial la campana de la qual va ser trobada, segles més tard, per Juan Criado, il·lustre veí de la vila que la va usar situant-la a l'espadanya de l'antic Hospici de La Caritat. La zona no oferia suficient protecció davant les esporàdiques incursions musulmanes. D. Diego Gutiérrez dels Rius i García de Aguayo, en 1385, va aconseguir el permís per a traslladar la parròquia a un lloc més segur, sota l'empara del novament construït castell de Fernán Núñez. Aquesta fortificació va absorbir en la seva estructura a la conquistada torre de Fernán Núñez. La nova parròquia es va construir annexa al castell formant el nucli del nou assentament sota l'estil romànic afí a les esglésies fernandines cordoveses.

### Edat Moderna

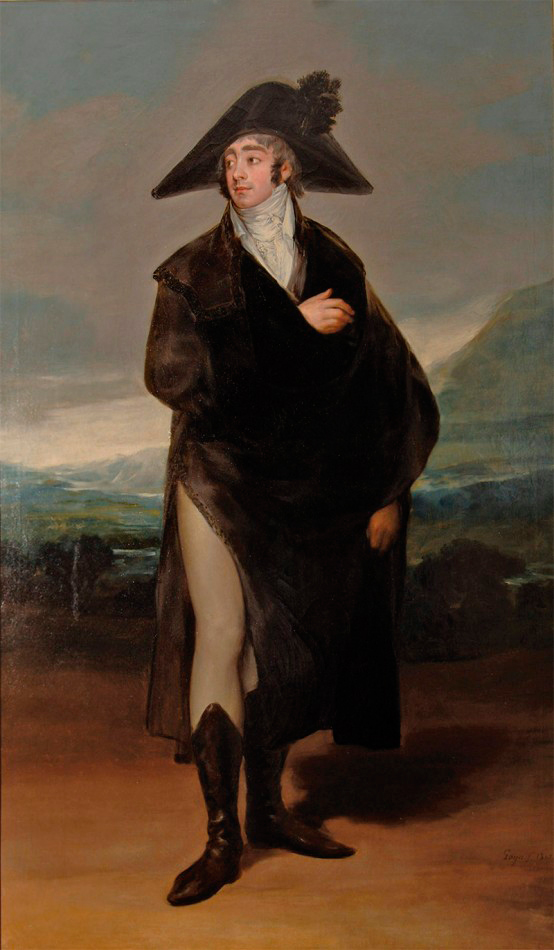
Duc de Fernán Núñez, per Goya

La casa de Fernán Núñez va participar activament en la conquesta de Granada, així com en altres campanyes militars, aportant tropes. Això va propiciar que els senyors de la vila gaudissin d'importants posicions dintre de la vida pública espanyola. Durant els segles XVI i XVII Fernán Núñez va continuar creixent. A poc a poc el petit llogaret es va convertir en una vila pròspera i treballadora. En 1662 Francisco Gutiérrez de los Ríos va ser l'iniciador d'una sèrie de polítiques socials molt beneficioses per a la vila.
Durant el segle xviii van tenir continuació les polítiques benefactores iniciades per Francisco de los Ríos. El seu net, Carlos José Gutiérrez de los Ríos, impregnat de l'esperit de la Il·lustració en va ser el protagonista. Després del terratrèmol de 1755 i a causa del lamentable estat en el qual va quedar el castell, va iniciar la construcció del Palau Ducal. Tant Carlos José Gutiérrez de los Ríos com el seu fill Carlos Gutiérrez de los Ríos, van ocupar càrrecs importants com ambaixadors en diverses ciutats europees. Aquest últim va intervenir activament en la política de l'època, arribant a participar en les negociacions del Congrés de Viena. Havent-se guanyat els favors del rei Ferran VII, va ser nomenat I Duc de Fernán Núñez. A pesar d'això va ser l'últim a ostentar la jurisdicció senyorial de la localitat.

### Edat Contemporània
Durant el segle xix a Fernán-Núñez se succeeixen les revoltes dels camperols, descontentaments per les pràctiques que dificultaven l'arrendament de la terra. Tal arriba a ser la situació que el dia de Sant Joan de 1824 un aixecament popular acaba amb les vides del corregidor, l'escrivà i l'agutzil Ja en el segle xx comença a articular-se en la localitat un moviment obrer de tendència anarquista, succeint-se nombroses vagues.
L'adveniment de la II República Espanyola és rebut amb un aixafador triomf del Front Popular. En aquesta època s'intenta portar a terme una reforma agrària, amb l'objecte d'aconseguir terres de cultiu per a arrendar als camperols. Aquesta situació va provocar la fugida dels grans propietaris. Durant la guerra civil Fernán Núñez, malgrat la seva decidida resistència, va caure ràpidament en mans del bàndol nacional. Igual que en la resta d'Andalusia, durant la dictadura de Franco, Fernán Núñez va viure una forta emigració. Les destinacions més importants van ser Catalunya, Madrid, País Basc i la zona de Llevant, Alemanya, França, Suïssa, Bèlgica o Luxemburg.